# Eriocnemis vestita
El calzadito reluciente (en Perú) (Eriocnemis vestita), también denominado colibrí pantalón verde (en Venezuela), pomponero reluciente o calzoncitos reluciente (en Colombia) o zamarrito luciente (en Ecuador), es una especie de ave apodiforme de la familia Trochilidae (los colibríes) perteneciente al género Eriocnemis. Es nativo de regiones alto-andinas del noroeste de América del Sur.

## Distribución

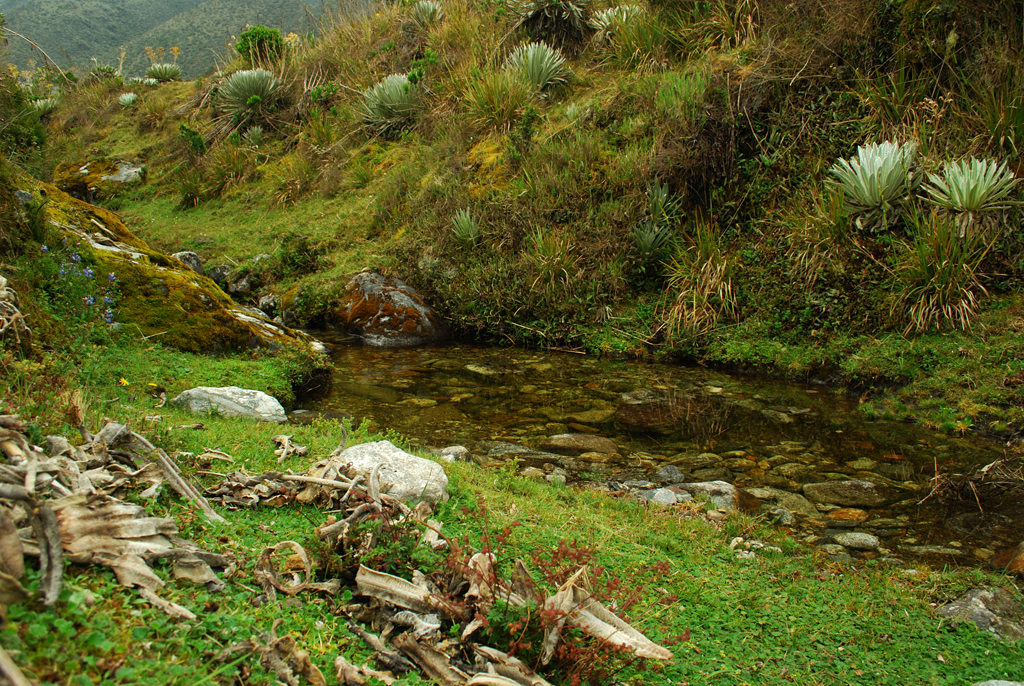
Páramo La Culata, en Mérida, Venezuela, ejemplo de hábitat de la especie.

Se distribuye de forma disjunta a lo largo de la cordillera de los Andes desde el oeste de Venezuela, por las tres cadenas de Colombia, por Ecuador, hasta el extremo norte de Perú.
Esta especie es considerada bastante común en sus hábitats naturales: los ambientes abiertos en zonas templadas y de páramo, primariamente en bordes de bosques nubosos enanos de alta montaña, pero también en laderas arbustivas, pastizales altos y páramos húmedos con arbustos tales como Pernettya e Hypericum. ocasionalmente es encontrado en áreas más densamente boscosas en la zona subtropical. En altitudes entre 2250 y 4200 m, pero más común entre 2800 y 3500 m.

## Sistemática

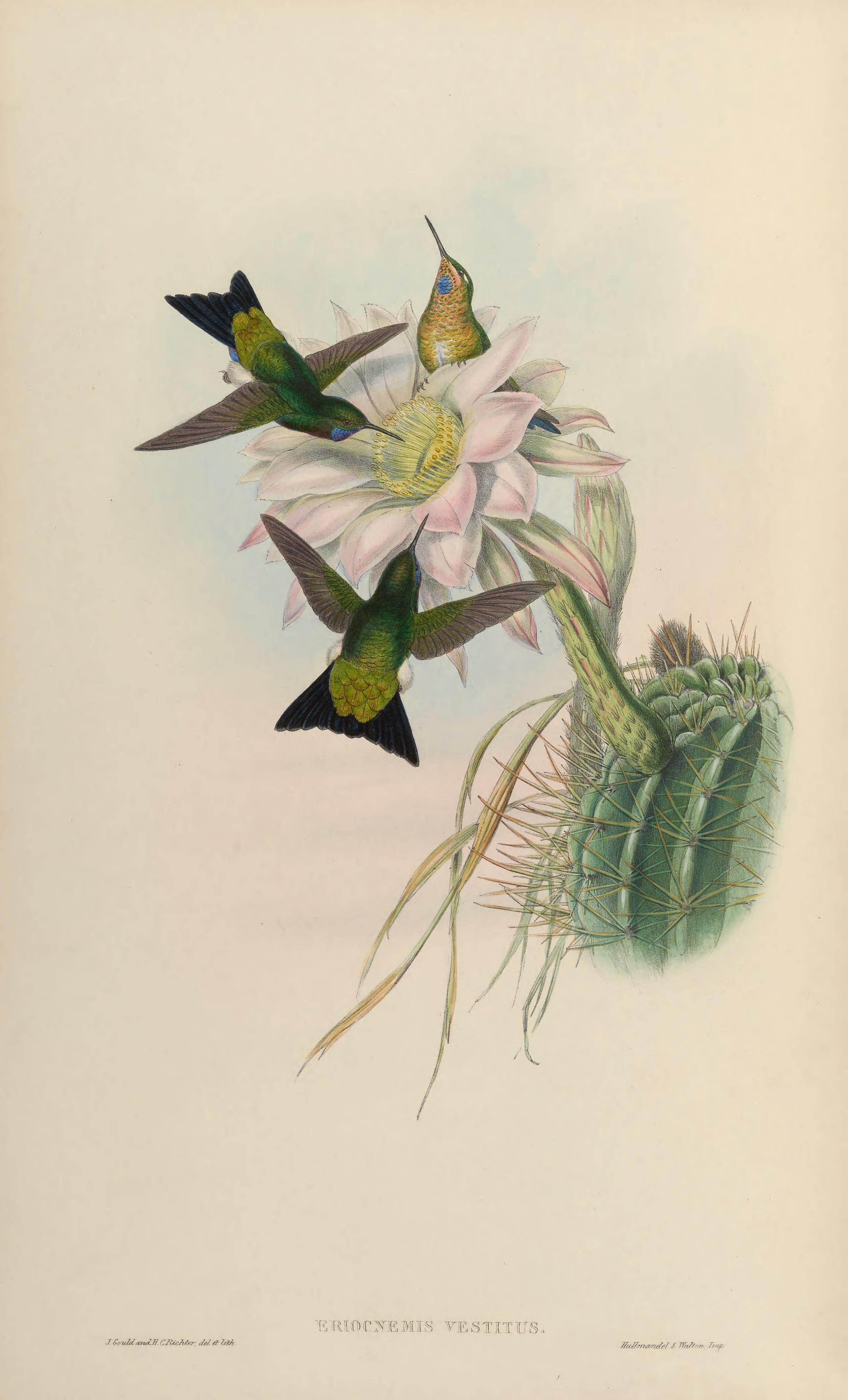
Eriocnemis vestitus, ilustración de Gould y Richter en A monograph of the Trochilidae, or family of humming-birds 2, 1861.

### Descripción original
La especie E. vestita fue descrita por primera vez por el ornitólogo francés René Primevère Lesson en 1839 bajo el nombre científico Ornismya vestita; su localidad tipo es: «Bogotá, Colombia».

### Etimología
El nombre genérico femenino «Eriocnemis» es una combinación de las palabras del griego «erion» que significa ‘lana’, y «knēmis» que significa ‘bota’; y el nombre de la especie «vestita», proviene del latín «vestitus» que significa ‘ropas’, ‘vestimentas’.

### Taxonomía
La morfología de la subespecie paramillo, geográficamente aislada, difiere bastante de las otras. La forma descrita  Eriocnemis ventralis Salvin, 1891m es un híbrido entre la presente especie y Eriocnemis cupreoventris.

### Subespecies
Según las clasificaciones del Congreso Ornitológico Internacional (IOC) y Clements Checklist/eBird  se reconocen cuatro subespecies, con su correspondiente distribución geográfica:
- Eriocnemis vestita paramillo (Chapman), 1917 – parte norte de los Andes occidentales y centrales de Colombia (Antioquia).
- Eriocnemis vestita vestita (Lesson), 1839 – Andes del noroeste de Venezuela (Mérida) y Andes orientales y centrales de Colombia (al sur hasta Cundinamarca y Huila).
- Eriocnemis vestita smaragdinipectus Gould, 1868 – sur de Colombia (Andes centrales en Cauca) al sur por los Andes ecuatorianoa hasta Cañar.
- Eriocnemis vestita arcosae Schuchmann, Weller & Heynen, 2001 – Andes del sur de Ecuador (Azuay) al sur hasta el extremo norte de Perú (este de Piura, norte de Cajamarca).